# Morti nel 1669
| Questa pagina contiene informazioni ricavate automaticamente dalle voci biografiche con l'ausilio del template Bio e di un bot. L'aggiornamento è periodico e automatico e ricostruisce completamente la pagina. Se manca una persona in questa lista, sei pregato di non aggiungerla, ma accertati piuttosto che la sua voce biografica contenga il template Bio e che i dati anagrafici siano correttamente compilati. Se il template Bio manca, inseriscilo tu stesso o, in alternativa, metti l'avviso {{tmp\|Bio}} che ne segnala la mancanza. Se i dati riportati sono sbagliati, correggi direttamente la voce biografica; le modifiche saranno visibili in questa lista entro pochi giorni. Per chiarimenti vedi il progetto biografie. La lista contiene solo le 77 persone che sono citate nell'enciclopedia e per le quali è stato implementato correttamente il template Bio. Pagina aggiornata al 31 ago 2024. |

## Gennaio(4)
- 10 gennaio - Giovanni Francesco Buonamici, diplomatico italiano (n. 1592)
- 19 gennaio - Leone Allacci, teologo greco
- 23 gennaio - Nicolás Rodríguez Hermosino, religioso e giurista spagnolo (n. 1605)
- 31 gennaio - Dirck van der Lisse, pittore e disegnatore olandese (n. 1607)

## Febbraio(1)
- 23 febbraio - Lieuwe van Aitzema, storico olandese (n. 1600)

## Marzo(1)
- 2 marzo - Marija Il'inična Miloslavskaja,  russa (n. 1625)

## Aprile(6)
- 4 aprile - Johann Michael Moscherosch, scrittore tedesco (n. 1601)
- 14 aprile - Michelangelo Grancini, organista e compositore italiano (n. 1605)
- 17 aprile - Antonio Bertali, compositore e violinista italiano (n. 1605)
- 22 aprile - Federico Guglielmo II di Sassonia-Altenburg, duca (n. 1603)
- 23 aprile - Johannes Canuti Lenaeus, religioso svedese (n. 1573)
- 29 aprile - Matteo Parisi, medico italiano

## Maggio(6)
- 13 maggio - Caterino Corner, militare italiano (n. 1624)
- 14 maggio - Denis de Sallo, avvocato, giornalista e scrittore francese (n. 1626)
- 16 maggio - Pietro da Cortona, pittore e architetto italiano (n. 1597)
- 22 maggio - Philipp Friedrich von Breuner, vescovo cattolico austriaco (n. 1597)
- 23 maggio - Joris van der Haagen, pittore e disegnatore olandese
- 28 maggio - Pompeo Frigimelica, pittore italiano (n. 1601)

## Giugno(5)
- 2 giugno - Francesco Gottifredi, numismatico italiano
- 13 giugno - Jan Aelbertsz Riethoorn, pittore olandese (n. 1620)
- 20 giugno - Masseo Vitali, vescovo cattolico italiano
- 20 giugno - Domenico de Marini, arcivescovo cattolico italiano (n. 1599)
- 25 giugno - Francesco di Borbone-Vendôme, generale francese (n. 1616)

## Luglio(5)
- 4 luglio - Antonio Escobar, gesuita, teologo e scrittore spagnolo (n. 1589)
- 12 luglio - Theodoor van Thulden, pittore, disegnatore e incisore olandese (n. 1606)
- 16 luglio - Thomas Howard, I conte di Berkshire, nobile e politico inglese (n. 1587)
- 20 luglio - Francesco Contini, architetto e pittore italiano (n. 1599)
- 29 luglio - Giosia II di Waldeck-Wildungen, militare e nobile tedesco (n. 1636)

## Agosto(5)
- 10 agosto - Paulus Bor, pittore olandese (n. 1601)
- 12 agosto - Luigi di Borbone-Vendôme, cardinale francese (n. 1612)
- 21 agosto - Dionisio Mazzuoli, architetto e scultore italiano (n. 1611)
- 30 agosto - Gaudenzio Brunacci, medico e letterato italiano (n. 1631)
- 31 agosto - John Hamilton, IV conte di Haddington, nobile scozzese (n. 1626)

## Settembre(5)
- 8 settembre - Francesca di Lorena, nobile francese (n. 1592)
- 8 settembre - Matteo Ferchio, francescano, filosofo e teologo italiano (n. 1583)
- 10 settembre - Enrichetta Maria di Borbone-Francia, regina (n. 1609)
- 12 settembre - Paolo Sforza, marchese di Proceno, nobile e militare italiano (n. 1602)
- 28 settembre - Pierre Le Muet, architetto francese (n. 1591)

## Ottobre(4)
- 4 ottobre - Rembrandt, pittore e incisore olandese (n. 1606)
- 14 ottobre - Antonio Cesti, compositore italiano (n. 1623)
- 19 ottobre - Domenico Fiasella, pittore italiano (n. 1589)
- 28 ottobre - Agustín Moreto, drammaturgo e religioso spagnolo (n. 1618)

## Novembre(5)
- 3 novembre - Charles Drelincourt, pastore protestante e teologo francese (n. 1595)
- 4 novembre - Ferdinando Massimiliano di Baden-Baden, nobile tedesco (n. 1625)
- 5 novembre - Johannes Cocceius, teologo e ebraista tedesco (n. 1603)
- 7 novembre - Lebrecht di Anhalt-Köthen, principe (n. 1622)
- 26 novembre - Giovanni Stefano Donghi, cardinale e vescovo cattolico italiano (n. 1608)

## Dicembre(9)
- 9 dicembre - Papa Clemente IX, papa, arcivescovo cattolico e cardinale italiano (n. 1600)
- 11 dicembre - Philip Herbert, V conte di Pembroke, nobile inglese (n. 1621)
- 11 dicembre - Anna Maria di Meclemburgo-Schwerin, nobile (n. 1627)
- 24 dicembre - Antonio Giorgetti, scultore italiano (n. 1635)
- 25 dicembre - Giorgio Guglielmo del Palatinato-Zweibrücken-Birkenfeld, nobile tedesco (n. 1591)
- 25 dicembre - Giovanni Andrea De Ferrari, pittore italiano (n. 1598)
- 29 dicembre - Marin Cureau de La Chambre, medico e filosofo francese (n. 1594)
- 30 dicembre - Jean-Pierre Médaille, presbitero francese (n. 1610)
- 31 dicembre - Bogusław Radziwiłł, nobile polacco (n. 1620)

## Senza giorno specificato(21)
- Bartolomeu il Portoghese, pirata portoghese
- François Anguier, scultore francese (n. 1604)
- Philippe Bequel, pirata francese
- João Cabral, esploratore e missionario portoghese (n. 1599)
- John Denham, poeta irlandese (n. 1615)
- Christoffel van Dijck, artista olandese (n. 1600)
- Arnold Geulincx, filosofo fiammingo (n. 1624)
- Nicolaes de Helt Stockade, pittore olandese (n. 1614)
- Antoniotto Invrea, doge (n. 1588)
- Adrian Koerbagh, giurista e filosofo olandese (n. 1633)
- Francesco Lanfranchi, architetto italiano (n. 1610)
- Pasquale Malaspina, nobile italiano
- Pieter Meert, pittore fiammingo
- Matthew Newcomen, religioso inglese (n. 1610)
- Pieter Post, architetto e pittore olandese (n. 1608)
- William Prynne, scrittore e giurista inglese (n. 1600)
- Étienne Richard, organista, clavicembalista e compositore francese
- Titus van Rijn, pittore olandese (n. 1641)
- Christopher Simpson, musicista e compositore inglese
- Giovanni Agostino della Lengueglia, religioso, scrittore e storico italiano (n. 1608)
- Giovanni dall’Aquila, religioso italiano